# Allan Simonsen
Allan Rodenkam Simonsen (n. 15 decembrie 1952, Vejle, regiunea Syddanmark, Danemarca) este un fost jucător și antrenor de fotbal danez. A jucat pentru echipa germană Borussia Mönchengladbach câștigând Cupa UEFA în 1975 și 1979, cât și pentru FC Barcelona cu care a câștigat Cupa Cupelor UEFA în 1982. Allan Simonsen este singurul jucător care a înscris în finalele Cupa Campionilor Europeni, Cupa UEFA și Cupa Cupelor UEFA. A fost numit Fotbalistul European al Anului în 1977.